# Family Guy (1.ª temporada)
A primeira temporada da série de comédia animada Family Guy foi exibida originalmente na Fox de 31 de janeiro de 1999 a 16 de maio de 1999 e possui sete episódios. A série segue a família disfuncional Griffin — o pai Peter, a mãe Lois, a filha Meg, o filho Chris, o bebê Stewie e o cão antropomórfico Brian, que residem na cidade natal deles, Quahog. O programa é dublado pelo criador da série Seth MacFarlane, Alex Borstein, Seth Green e Lacey Chabert, os quais interpretam os personagens da família. Os produtores executivos da primeira temporada foram David Zuckerman e MacFarlane.
A estreia da série, "Death Has a Shadow", foi exibida diretamente após o Super Bowl XXXIII e foi assistida por 22,01 milhões de telespectadores. Recebeu muitas avaliações positivas,  especificamente "I Never Met the Dead Man e "Brian: Portrait of a Dog". Contudo, algumas análises mostraram não gostar dos temas dos episódios. O box de DVD volume um, contendo todos os sete episódios e a segunda temporada, foi lançado na Região 1 em 15 de abril de 2003, na Região 2 em 12 de novembro de 2001 e na Região 4 em 20 de outubro de 2003. O seriado tem sido, desde então, lançado em syndication.
MacFarlane teve a ideia para Family Guy em 1995, enquanto estudava animação na Rhode Island School of Design (RISD). Lá, criou o filme tese The Life of Larry, que foi enviado pelo seu professor da RISD para Hanna-Barbera; isto causou a contratação de MacFarlane pela empresa. Executivos da Fox viram os curtas Larry e contrataram o criador para fazer um série baseada nestes personagens, cujo nome deveria ser Family Guy. Enquanto trabalhava na série, Larry e seu cachorro Steve se tornaram lentamente, Peter e Brian; o restante dos personagens do seriado foram adicionados depois.

## Antecedentes e desenvolvimento

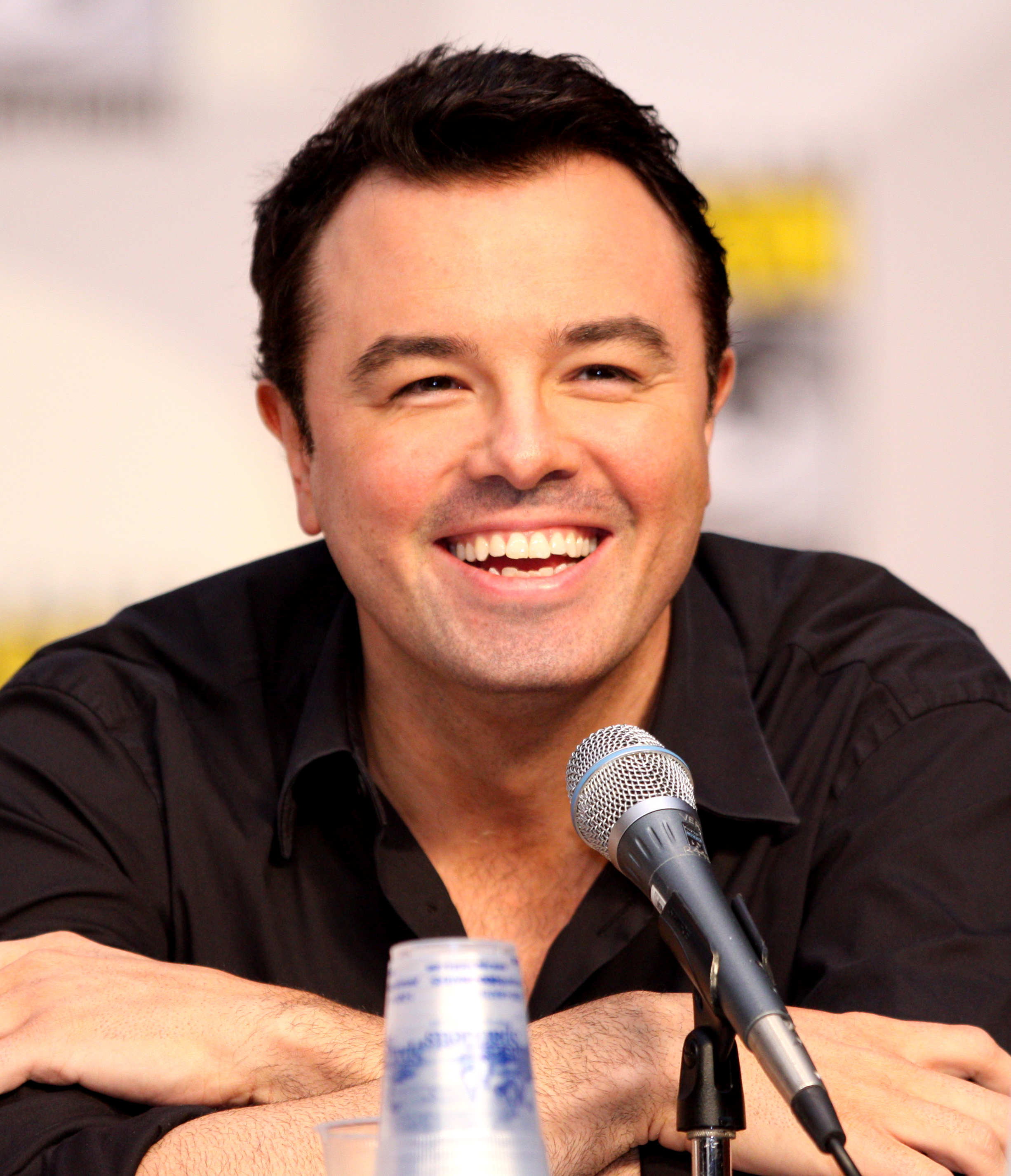
Seth MacFarlane teve a ideia para Family Guy enquanto trabalhava em sua tese na faculdade.

### Conceito e contexto
Seth MacFarlane teve a ideia para Family Guy em 1995 enquanto estudava animação na Rhode Island School of Design (RISD). Lá, criou seu filme tese The Life of Larry, que seu professor da RISD enviou para Hanna-Barbera; MacFarlane acabou sendo contratado pela empresa. Em 1996, criou uma sequência para The Life of Larry, chamada Larry and Steve, que tinha o personagem de meia idade Larry e um cachorro intelectual, Steve; o curta foi exibido em 1997 como parte do World Premiere Toons da Cartoon Network.
Executivos da Fox viram os curtas e contratam MacFarlane para criar uma série baseada nos personagens, cujo nome seria Family Guy. O canal propôs que o criadar completasse um curta de 15 minutos e deu um orçamento de $50,000. Diversos aspectos do seriado foram inspirados nos curtas de Larry. Enquanto trabalhava na série, Larry e Steve se tornaram Peter e Brian lentamente. Depois da exibição do piloto, a série foi aceita.

### Produção

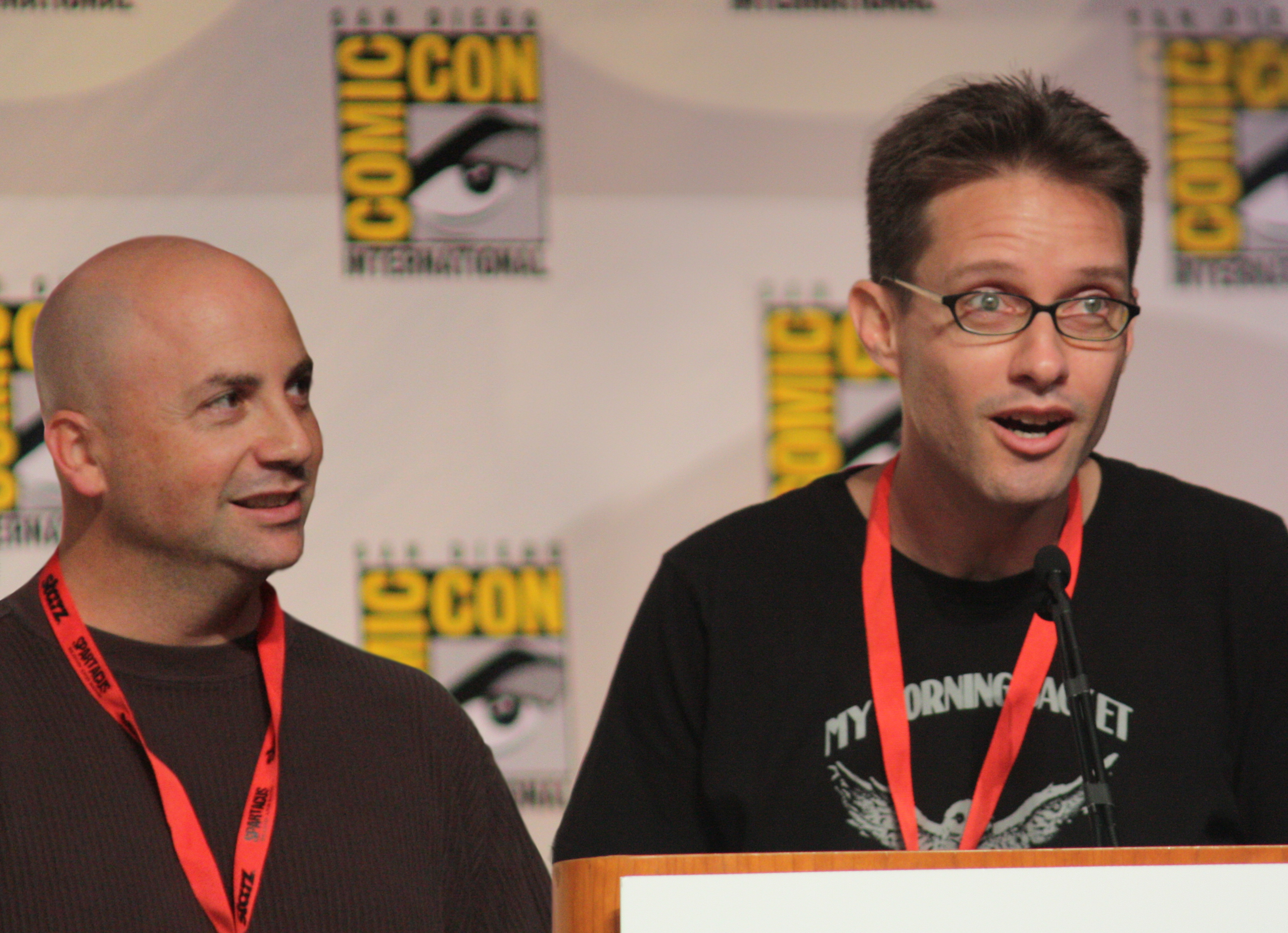
Matt Weitzman (esquerda) e Mike Barker (direita) trabalharam como co-produtores na temporada.

A temporada foi exibida pela Fox Broadcasting Company nos Estados Unidos. David Zuckerman e MacFarlane foram os produtores executivos da temporada; o último também atuou como dublador habitual. O produtor foi Sherry Gunther, com Mike Barker e Matthew Weitzman atuando como co-produtores. Craig Hoffman, Danny Smith, Gary Janetti e John Riggi também participaram da produção.
A equipe de escrita era composta por MacFarlane, Chris Sheridan, Neil Goldman, Garett Donovan, Ricky Blitt, Andrew Gormley, produtores supervisores Danny Smith e Gary Janetti, co-produtores Matt Weitzman e Mike Barker e o dublador Mike Henry. Foram seis diretores para sete episódios, sendo que Michael Dante DiMartino dirigiu dois deles. Peter Shin atuou como diretor supervisor em toda a temporada. Walter Murphey compôs as faixas musicais, enquanto Stan Jones as editou.

### Elenco e personagens
A primeira temporada teve um elenco composto por quatro atores principais. MacFarlane dublou Peter Griffin, um trabalhador e patriarca da família Griffin. Ele também deu voz ao bebê de gênio malvado Stewie e ao cão antropomórfico Brian. Entre outros membros da família, estava a esposa responsável mas rebelde Lois Griffin, dublada por Alex Borstein; a contrária filha adolescente Meg, dublada por Lacey Chabert (substituída por Mila Kunis na segunda temporada); e o estranho Chris, dublado por Seth Green.
A temporada teve vários personagens secundários, entre os quais estavam Lori Alan como Diane Simmons, uma apresentadora de noticiário local; Mike Henry como Cleveland Brown, um vizinho e amigo dos Griffin; Patrick Warburton como Joe Swanson, um vizinho deficiente; e Jennifer Tilly como Bonnie Swanson, a esposa grávida de Joe. Havia também o chefe de Peter, Jonathan Weed, interpretado por Carlos Alazraqui, e Phil LaMarr como Ollie Williams. O cartunista Butch Hartman dublou diversos personagens pequenos.

### Roteiro
Para a primeira temporada, os escritores compartilharam um único escritório emprestado pela equipe de produção de King of the Hill. Grande parte dos escritores tinham que aceitar a ideia de um episódio antes de mandar para a aprovação de MacFarlane; ultimamente, o conceito tinha que receber um aval da Fox antes que a produção pudesse continuar. Em entrevistas e comentários da primeira temporada no DVD, MacFarlane explicou que é fã de programas de rádio de 1930 e 1940, particularmente da antologia de terror Suspense; sendo assim, os primeiros títulos dos episódios foram "Death Has a Shadow" ("A Morte Tem Uma Sombra") e "Mind Over Murder" ("Mente Perigosa"). A equipe retirou essa inspiração para os títulos quando isso se tornou desgastante.

## Repercussão

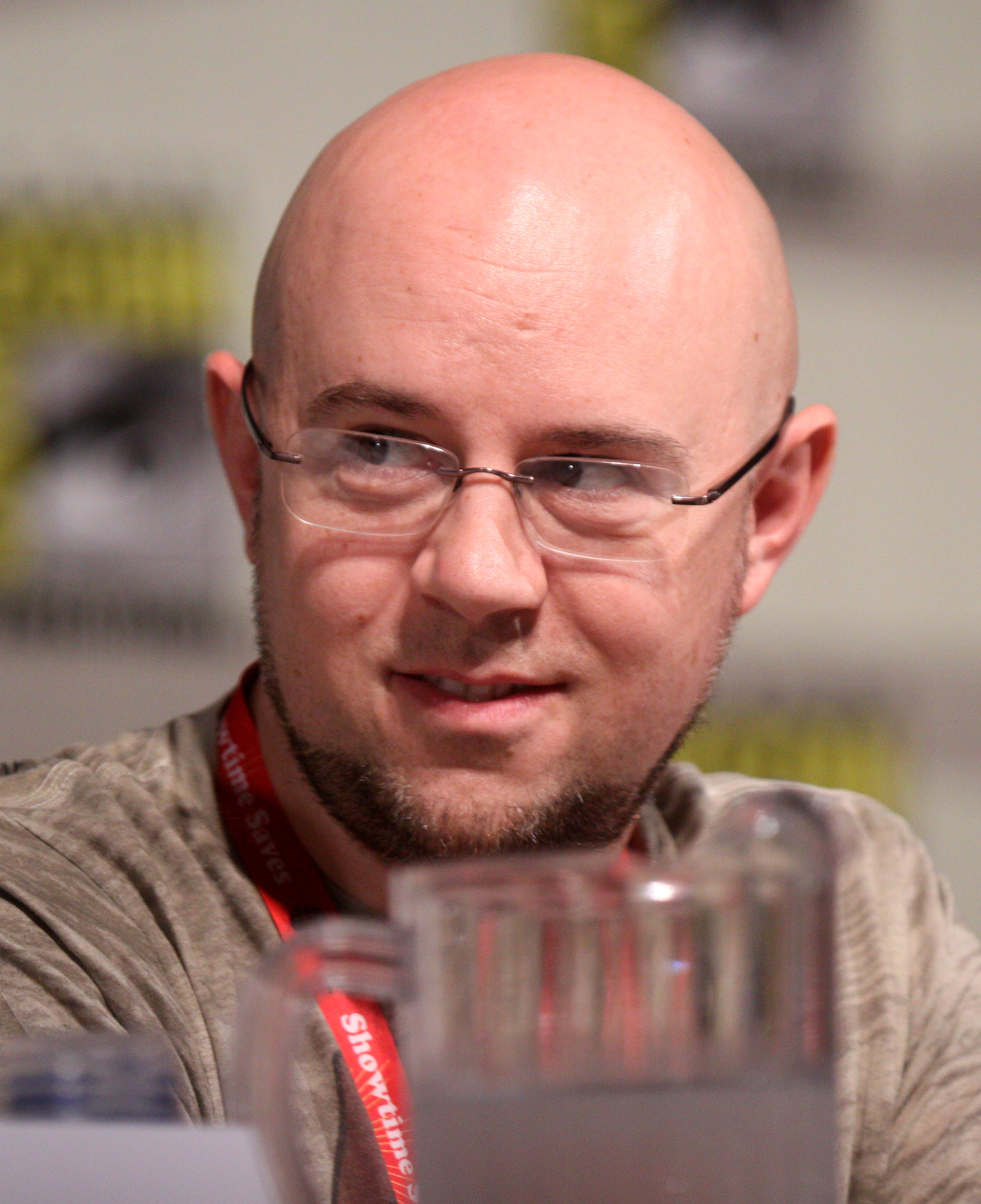
Michael Dante DiMartino dirigiu dois dos episódios mais elogiados da temporada: "I Never Met the Dead Man" e "Brian: Portrait of a Dog".

Ahsan Haque da IGN chamou a primeira temporada de Family Guy de "extremamente curta, mas inovadora". Haque também afirmou que os dois melhores episódios da série foram "I Never Met the Dead Man" e "Brian: Portrait of a Dog". Em 2008, a IGN posicionou a ideia de Peter colocar um pedaço de papel cortado em si para que tudo se parecesse com programas de televisão em "I Never Met the Dead Man" na lista de "As 10 ideias mais loucas de Peter Griffin". Depois, no ano de 2009, incluiram a ideia de Stewie congelar as plantações de brócolis do mesmo episódio na lista de "Os 10 planos malignos mais diabólicos de Stewie". Outro editor da IGN, Jeremy Conrad, afirmou: "Existem muitos programas na televisão que são fortes, ou corajosos o bastante para ofender qualquer um na face do planeta. [...] Se você acha o humor ofensivo engraçado, você possui grandes chances de adorar este programa."
David Williams, do DVD Movie Guide, deu uma avaliação positiva para o Volume Um de Family Guy, dizendo que a primeira temporada conseguiu introduzir bem os personagens da série; terminou sua crítica falando que "Se você é fã de programas como The Simpsons, South Park, Futurama ou Um Amor de Família e gosta do humor típico destes seriados, secos e fica com a língua firmada nas bochechas, então Family Guy será de seu gosto". Aaron Beierle, da DVD Talk, disse no final de sua análise, "Muitas vezes brilhante, extremamente espirituosa e sombriamente hilária, Family Guy foi infelizmente cancelada depois que a Fox percebeu intervalos de tempo diferentes por seis ou sete vezes. Fãs do programa captaram esta terrível mudança [sic], enquanto outros que não perceberam isso deveriam observar o ocorrido. Altamente recomendado". Josh Wolk da Entertainment Weekly deu uma nota "B" ao volume um, dizendo que "Volume Um de Family Guy: 1ª e 2ª Temporadas possuem várias piadas, referências a televisão e sequências de fantasia (algumas são humorísticamente inspiradas), mas a outra família engraçada da Fox não tem nada do coração dos Simpsons. Assim como Homer e sua família mostram, um desenho não precisa ser sempre ter esse humor".
Robin Pierson da The TV Critic deu avaliações diversificadas, dando uma pontuação de 59 de 100 para a temporada. Embora tenha destacado a série como "um diferente tipo de comédia animada que claramente faz piadas estabelecidas que outros desenhos não conseguem fazer" e encontra "bastante promessa para que o programa se torna realmente divertido", criticou negativamente a "coleção ligeiramente desfalcada de cortes." Pierson considerou "I Never Met the Dead Man" como o melhor episódio da temporada, e "The Son Also Draws" como o mais pobre. A piada final deste último episódio citado (que mostra Peter insultando o Canadá), causou controvérsia entre os telespectadorees canadenses. Ken Tucker deu nota "D" para o seriado na Entertainment Weekly, classificando a animação como "desajeitada", parecendo o estado de animação de Hanna-Barbera. Também esperou que pessoas inteligentes usassem a meia hora de duração de Family Guy para desligar a televisão e debater sobre o ataque aéreo em Kosovo. A estreia de Family Guy foi exibida após o Super Bowl XXXIII, sendo assistida por 22,01 milhões de telespectadores.

## Lançamento do DVD
A primeira e segunda temporadas foram lançadas sob o título Family Guy Volume Um; esse padrão de quatro discos de DVD passou a ser comercializado na Região 1 em 15 de abril de 2003, três meses antes da estreia da terceira temporada. Distribuída pela 20th Century Fox Television, possui vários extras, como comentários de episódios, atrás das cenas e promo spots online. Os mesmos episódios, sem os extras, foram lançados na Região 2 em 12 de novembro de 2001 e na Região 4 em 20 de outubro de 2003.

## Episódios
| No. na série | No. | Título                                                    | Diretor(es)       | Escritor(es)                   | Exibição original     | Produção |
| --- | --- | --------------------------------------------------------- | ----------------- | ------------------------------ | --------------------- | -------- |
| 1 | 1   | " Death Has a Shadow A Morte Como Uma Sombra"             | Peter Shin        | Seth MacFarlane                | 31 de janeiro de 1999 | 1ACX01   |
| Peter aplica-se para o bem-estar para sustentar sua família, depois de perder o emprego. Ele recebe um cheque de $ 150,000, devido a um ponto decimal fora de lugar, e usa-lo para comprar presentes luxuosos para sua família. Lois está chateada quando ela descobre que depois de receber um novo cheque bem-estar no correio; Peter tenta fazê-la feliz, largando o dinheiro excedente de um dirigível acima do Super Bowl XXXIII com a ajuda de Brian. Ambos estão presos por guardas de segurança e processado por fraude de bem-estar. No tribunal, Lois pede a juiz para não prender Peter, Stewie, a contragosto começando a perceber sua dependência de seus pais, influencia o juiz reconsidere sua sentença. |     |                                                           |                   |                                |                       |          |
| 2 | 2   | " I Never Met the Dead Man O Morto Desconhecido"          | Michael DiMartino | Chris Sheridan                 | 11 de abril de 1999   | 1ACX02   |
| Peter tornou-se viciado em televisão. Ele se distrai com um show que ele queria assistir em uma televisão em uma casa nas proximidades, e se choca contra transmissor a cabo da cidade, o corte de recepção para toda a cidade de Quahog. Peter entra em pânico e rouba o transmissor e convence Meg levar culpa pela interrupção. Stewie rouba a antena parabólica em um plano para criar um dispositivo de controle do tempo. Sofrendo síndrome de abstinência por falta de televisão, Peter cintas um boneco de papelão para si mesmo, fazendo parecer como se o mundo é um programa de televisão. Meg confessa que seu pai realmente era o culpado pela queda de cabo, fazendo com que a cidade se voltar contra ele; ele é salvo quando Lois dá um discurso emocionado para a comunidade. Inspirado, Peter leva a família para várias atividades ao ar livre, de forma rápida esgotá-los; ele então sai com William Shatner. Enquanto isso, a máquina do tempo Stewie cria uma tempestade; enquanto Meg está praticando condução, a tempestade faz com que ela bateu acidentalmente Shatner e Peter, matando Shatner e hospitalização de Peter. Como seu pai se recupera em um molde de corpo inteiro, ele é forçado a assistir televisão, levando-o a tornar-se viciado, mais uma vez.                                                         |     |                                                           |                   |                                |                       |          |
| 3 | 3   | " Chitty Chitty Death Bang O Homem de Branco"             | Dominic Polcino   | Dany Smith                     | 18 de abril de 1999   | 1ACX04   |
| Peter perde acidentalmente a reserva para a primeira festa de aniversário de Stewie em um restaurante local, e deve criar um novo partido. Enquanto isso, Stewie interpreta "aniversário", assumindo que o misterioso médico que lhe entregue como uma criança vai voltar para forçá-lo de volta no útero de Lois. Peter não consegue montar um partido a tempo para o aniversário de Stewie, e redireciona um desfile de circo em quintal dos Griffins. Ele dá Meg permissão para ir a uma "festa" na casa de seu amigo, não percebendo que é uma reunião de culto onde os frequentadores vai cometer suicídio em massa por beber ponche de frutas envenenadas. Peter recupera Meg antes de os membros da seita beber o soco. Os avisos de líder de seita que Meg não bebem; ele coloca em seu manto branco e vai para a casa dos Griffins. Armadilhas Stewie e mata o líder da seita, pensando que ele é o médico. |     |                                                           |                   |                                |                       |          |
| 4 | 4   | " Mind Over Murder Mente Perigosa"                        | Roy Allen Smith   | Neil Goldman & Garrett Donovan | 25 de abril de 1999   | 1ACX03   |
| Stewie já começou a dentição; Lois explica-lhe que a dor vai passar com o tempo, então ele decide construir uma máquina do tempo. Lois pede a Peter para levar Chris para um jogo de futebol; lá, Peter dá um soco uma mulher grávida e é colocado sob prisão domiciliar. Peter decide abrir um bar no porão de sua casa, para que seus amigos vão vir para visitar; torna-se um ponto quente e Lois fica chateado, até que ela canta no bar. Peter fica com ciúmes e tem as mulheres de seus amigos para arrastá-los para fora do bar. Um cigarro começa um incêndio; quando Peter e Lois se tornar conscientes disso e tentam escapar, máquina do tempo do Stewie leva todos de volta ao ponto em que Lois pede a Peter para levar Chris para o jogo. Desta vez, Peter tropeça na máquina do tempo e destrói. |     |                                                           |                   |                                |                       |          |
| 5 | 5   | " A Hero Sits Next Door Um Herói Se Senta ao Lado"        | Monte Young       | Mike Barker & Matt Weitzman    | 2 de maio de 1999     | 1ACX05   |
| Depois que Peter fere novo funcionário da Fábrica de Brinquedos da Happy-Go-Lucky Guillermo durante a prática de softball, ele é forçado pelo seu chefe Sr. Weed para encontrar um substituto para o próximo jogo de softball. Enquanto isso, Lois encontra os novos vizinhos da família Griffin, os Swansons. Peter é inicialmente irritado com Joe Swanson e não tem interesse em tornar-se seu amigo, mas convence Joe para jogar para o time de futebol, uma vez Lois menciona que ele jogou beisebol na faculdade. Na manhã seguinte ao jogo, Peter é surpreendido ao saber que Joe é cadeira de rodas. Experiência de Joe ajuda o time a vencer. Peter fica com ciúmes de Joe e tenta se tornar um herói, parando um assalto; ele acaba como refém até que Joe convence os ladrões a se render. Peter está desapontado, mas sua família lhe diz que ele é o seu herói. |     |                                                           |                   |                                |                       |          |
| 6 | 6   | " The Son Also Draws O Filho Também Desenha"              | Neil Affleck      | Ricky Blitt                    | 9 de maio de 1999     | 1ACX06   |
| Chris é rejeitado nos Escoteiros de Juventude quando ele atropela o líder da tropa com um carro. Embora Chris não gosta de escuteiros e prefere desenho, ele teme dizendo Peter. Quando Peter descobre, ele dirige a família para a sede olheiro em Manhattan para obter Chris readmitido. Em uma parada de descanso em um Native American casino, Lois torna-se um viciado em jogos de azar e perde o carro da família. Uma vez que cada nativo americano recebe uma parte dos lucros do casino, Peter finge ser um nativo americano, e ele é enviado em uma busca de visão para provar sua herança. Chris acompanha Peter para explicar que ele só gosta de desenho. Delirious de fome, Peter começa a falar com árvores antropomórficas e tem uma visão de seu guia espiritual, o Fonz. Peter reconhece o talento de seu filho para o desenho; eles retornam para o casino e recuperam o carro. |     |                                                           |                   |                                |                       |          |
| 7 | 7   | " Brian: Portrait of a Dog Brian: Retrato de um Cachorro" | Michael DiMartino | Gary Janetti                   | 16 de maio de 1999    | 1ACX07   |
| Quahog está nas garras de uma onda de calor fora do comum. Os Griffins pedir Brian entrar uma exposição de cães, oferecendo um prêmio de US$ 500, para que eles sejam capazes de comprar ar condicionado. Brian realiza seus truques no show; Peter pergunta Brian implorar por um tratamento, mas acha humilhante e sai rapidamente. No caminho para casa, Peter e Brian argumentar até que Brian sai do carro; a polícia dar Brian um bilhete para violar a lei coleira local. Outro debate segue e Peter menciona que ele encontrou Brian como um cão vadio. Brian está furioso que Peter tinha trazido isso e sai de casa, ao que ele é mal tratado pela comunidade. Peter compra um novo gato, que acaba por ser abusiva; a família abandona e procura por Brian. No momento em que Peter decide se desculpar com Brian, ele foi levado pela polícia e aguarda sua sentença de morte. Brian começa a defender seu caso, mas o tribunal decidir que "é estúpido" para ouvir um cachorro. Como ele está prestes a ser demitido, Peter entra em cena e entrega um apelo emocional de última hora em seu nome. Os membros do conselho da cidade ouvindo o caso não está do lado de Brian, mas Peter promete dar-lhes US$ 20 cada, convencendo-os a libertar Brian. As acusações contra Brian são descartados ea cidade mostra-lhe um novo respeito. |     |                                                           |                   |                                |                       |          |